# Euxoa knoxvillea
Euxoa knoxvillea là một loài bướm đêm trong họ Noctuidae.